# Dracaena parviflora
Dracaena parviflora är en sparrisväxtart som beskrevs av John Gilbert Baker. Dracaena parviflora ingår i släktet dracenor, och familjen sparrisväxter. Inga underarter finns listade i Catalogue of Life.